# Aubigny British Cemetery
Le Aubigny British Cemetery  est un cimetière militaire de la Première Guerre mondiale situés sur le territoire de la commune d' Aubigny, dans le département de la Somme, à l'est d'Amiens.

## Localisation
Ce cimetière est situé au sud de la commune, Rue de Corbie, à la limite des dernières habitations

## Histoire

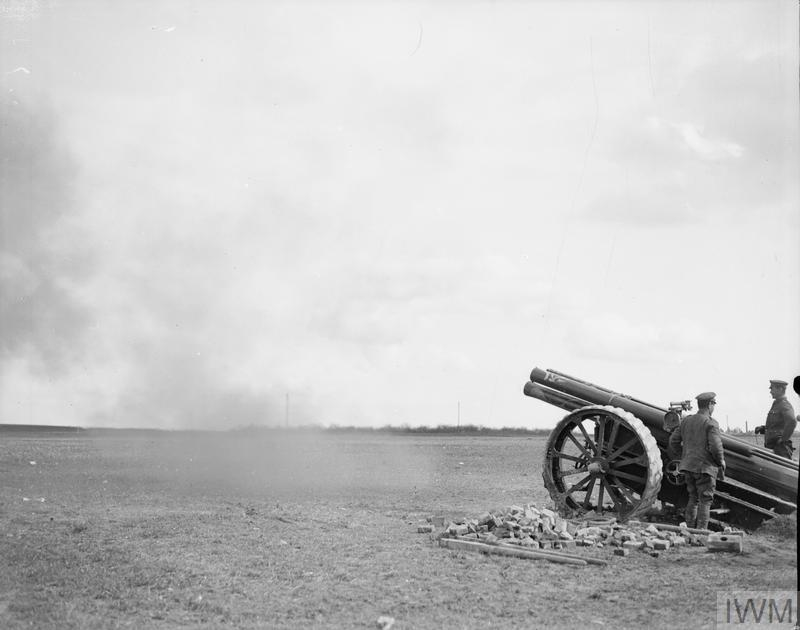
Artilleurs de la Royal Garrison Artillery tirant un canon de 60 livres près de Corbie, le1er avril 1918. © IWM Q 8653

Le secteur est resté loin de la ligne de front jusqu'en mars 1918, date à laquelle, lors de  l'Offensive du Printemps de l'armée allemande, le front se rapproche à quelques kilomètres d'Aubigny.

Devant l'afflux des blessés, un hôpital militaire de l'armée australienne fut installé dans les locaux de la mairie.

Le cimetière britannique d'Aubigny a été utilisé d'avril à août 1918 pour inhumer les soldats décédés des suites de leurs blessures. Il comporte 95 sépultures de la Première Guerre mondiale (88 Australiens et 7 Britanniques), dont une non identifiée,

## Caractéristique
Le cimetière britannique a un plan rectangulaire de 25 m sur 18.
Il est entouré d'une haie d'arbustes.

il a été conçu par  William Harrison Cowlishaw.

## Galerie

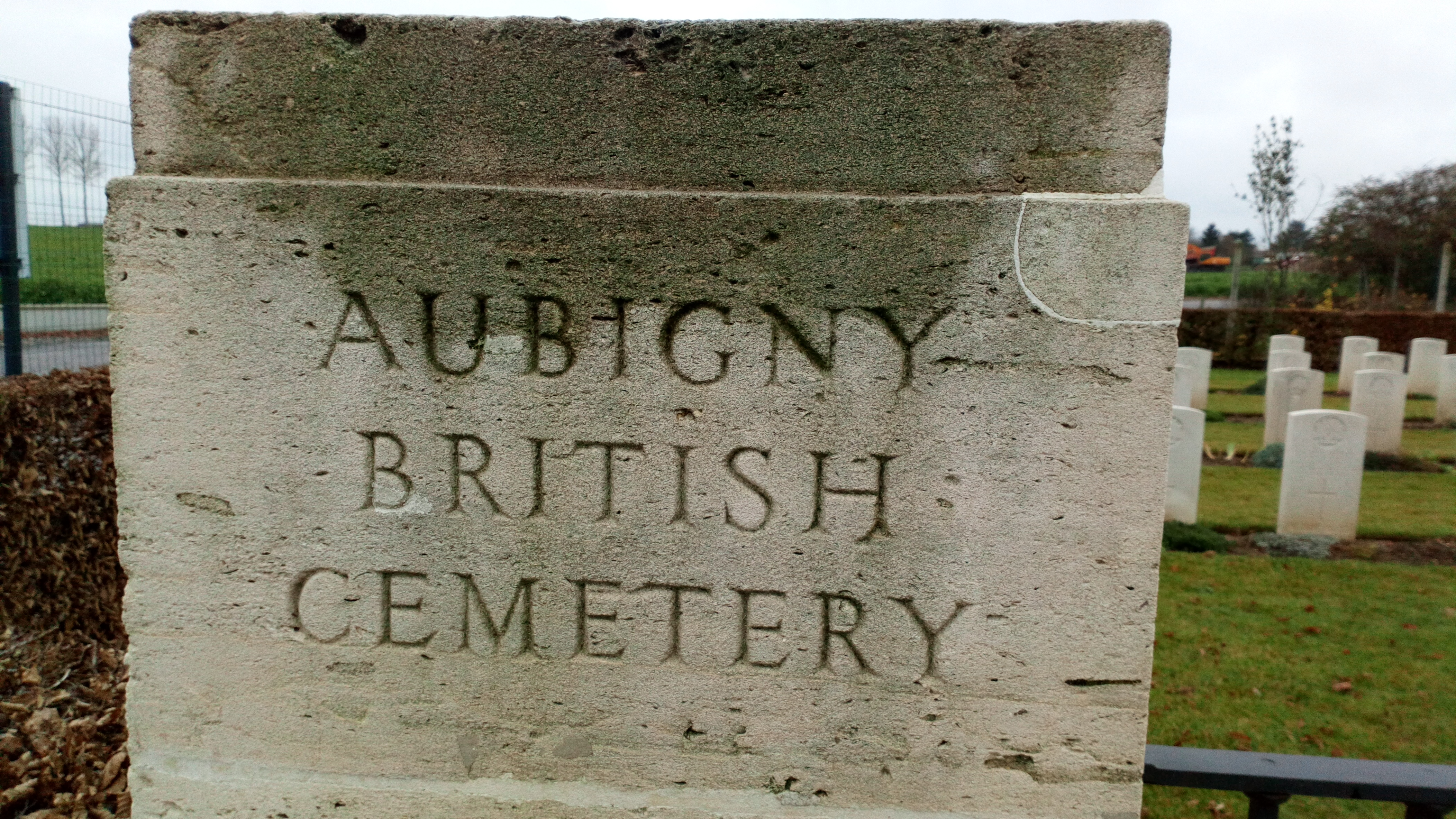
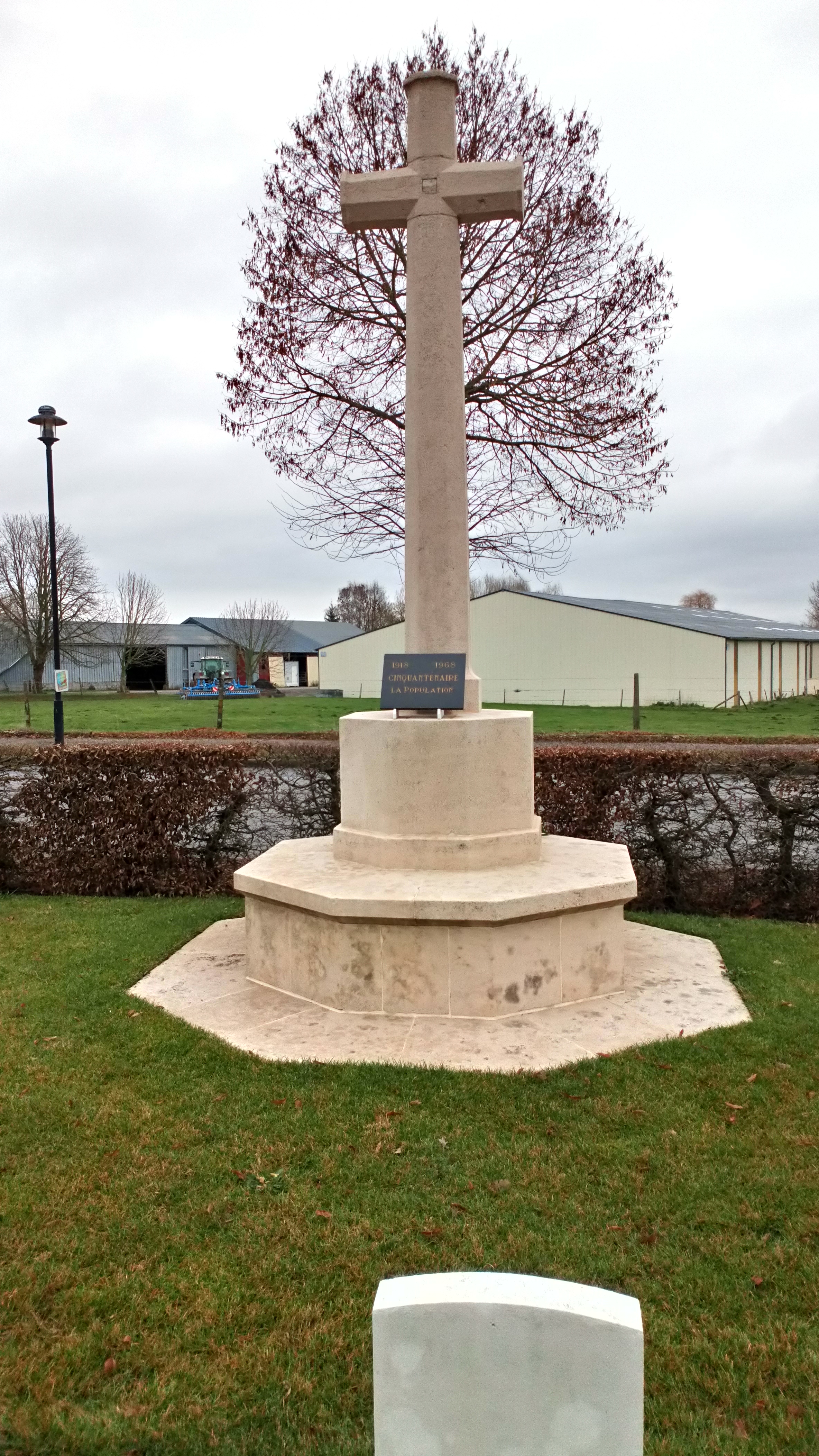
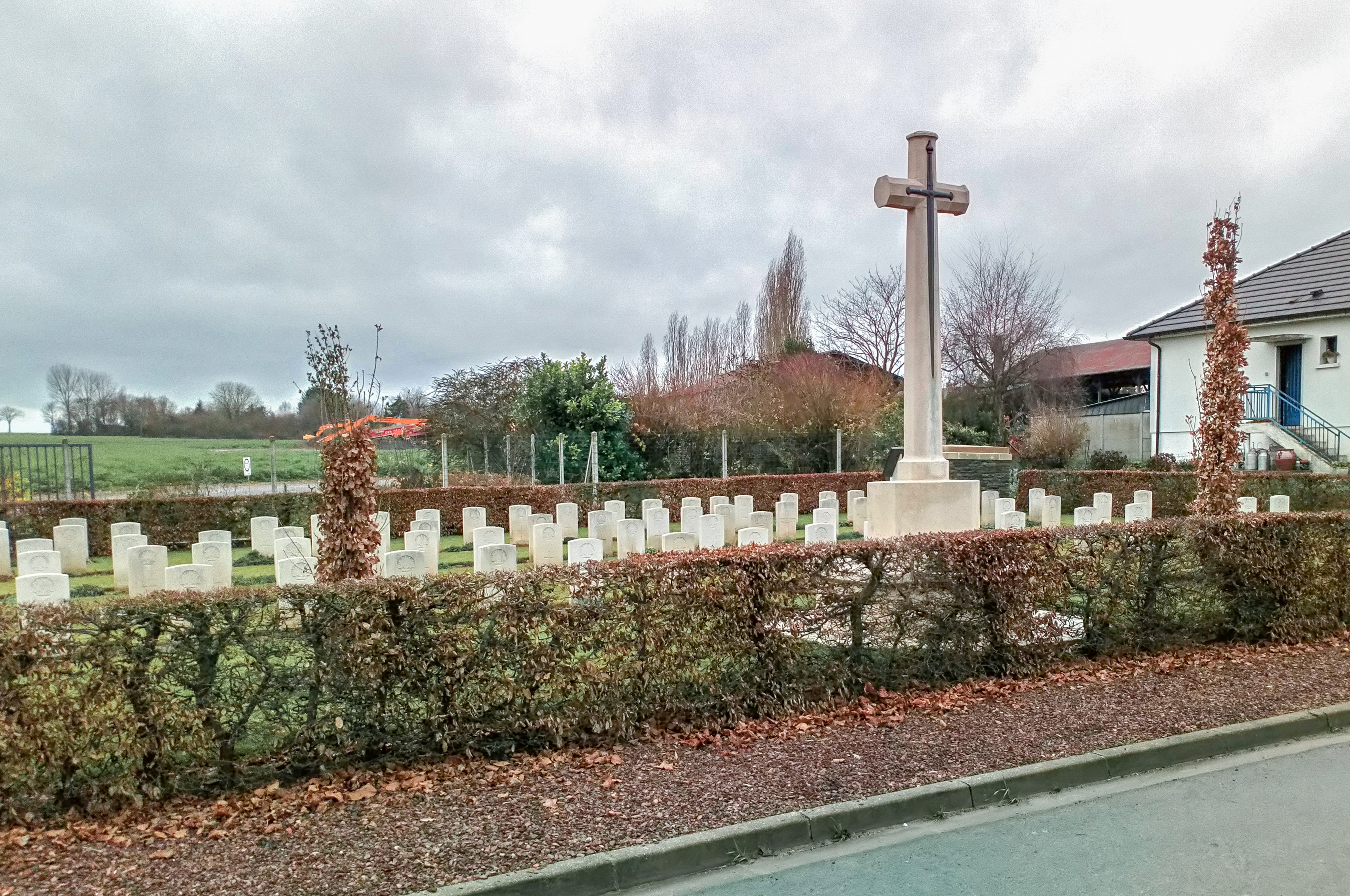
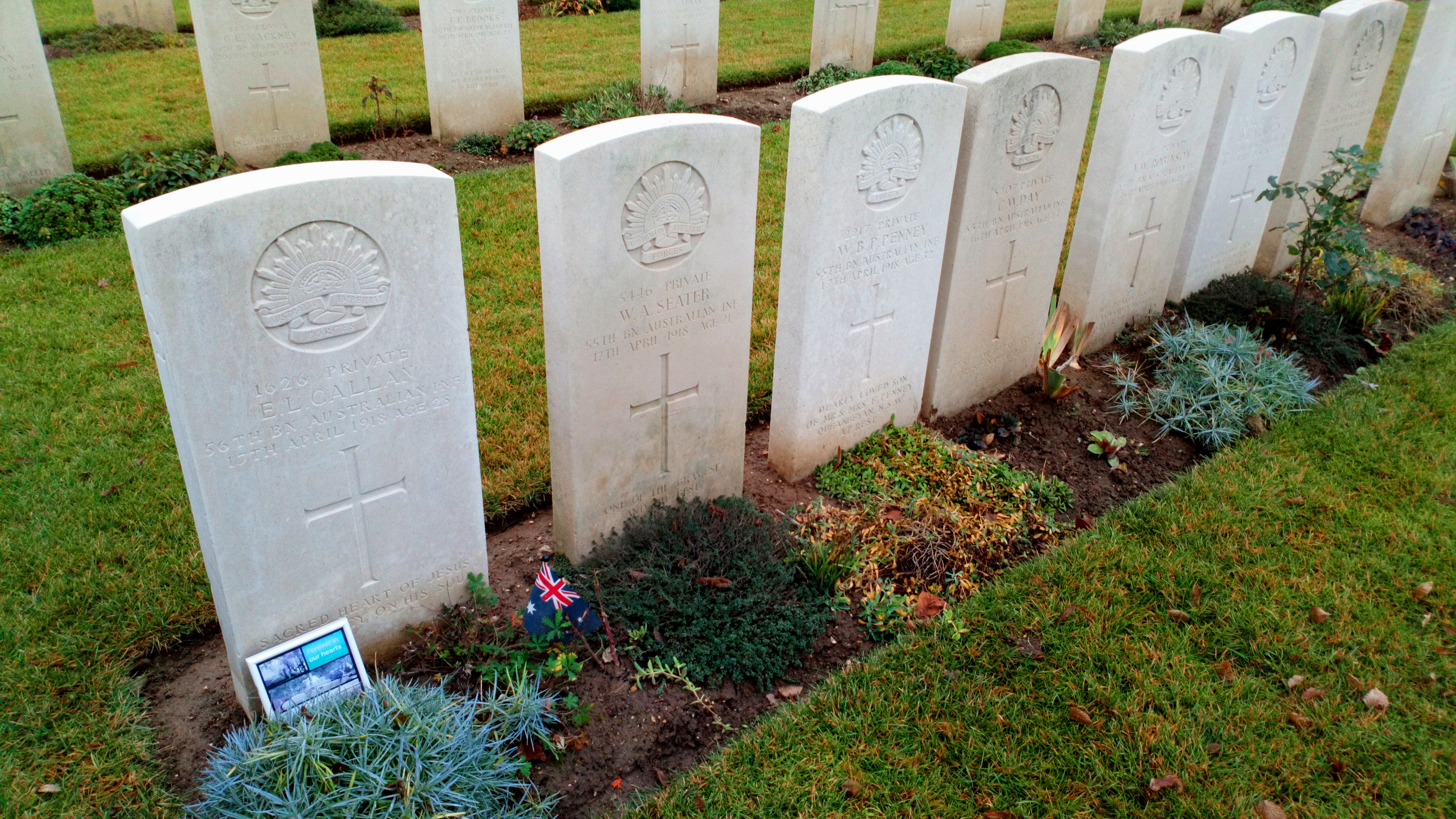

## Sépultures
| Pays        | Sépultures |
| ----------- | ---------- |
| Australie   | 88         |
| Royaume-Uni | 7          |
| Total       | 95         |